# Reversibler Prozess
Ein reversibler Prozess ist eine thermodynamische Zustandsänderung von Körpern, die jederzeit wieder umgekehrt ablaufen könnte, ohne dass die Körper oder deren Umgebung dabei bleibende Veränderungen erfahren. Bei idealen reversiblen Prozessen wird keine Entropie erzeugt, die Entropieproduktion ist folglich Null: {\displaystyle \Delta S=0.}
Dagegen rufen reale irreversible Prozesse mit Energiedissipation (zum Beispiel Reibung) eine Entropieproduktion im Inneren des Systems hervor, die hier immer positiv ist: {\displaystyle \Delta S>0}.
Ob ein Prozess reversibel oder irreversibel ist, ist durch den im System erzeugten Entropiestrom definiert und nicht durch die Entropieänderung des Gesamtsystems, die von Entropieströmen über die Systemgrenze in Form von Wärme oder Stoffströmen abhängt (vgl. Zweiter Hauptsatz der Thermodynamik).
In der klassischen Mechanik sind alle Vorgänge umkehrbar. In der Thermodynamik dagegen sind Zustandsänderungen nicht umkehrbar oder irreversibel, wenn sie sich auf einen Gleichgewichtszustand hinbewegen, in dem keine Temperatur- oder Druckunterschiede mehr vorliegen und aus dem sie sich mangels Potentialunterschiede nicht mehr herausbewegen; dies ist in der Realität meist der Fall.
Der Zweite Hauptsatz der Thermodynamik besagt, dass durch zu- oder abgeführte Wärme die maximal mögliche Arbeit vom System nur durch einen reversiblen Prozess geleistet werden kann.
Bei reversiblen Prozessen gilt für die Änderung {\displaystyle dS_{\mathrm {rev} }} der Entropie S:
{\displaystyle dS_{\mathrm {rev} }={\frac {\delta Q_{\mathrm {rev} }}{T}}}
Dabei ist
- {\displaystyle \delta Q_{\mathrm {rev} }} die umgesetzte Wärmemenge
- T die absolute Temperatur, bei der der Prozess abläuft.

Daraus lässt sich für reversible Kreisprozesse (zum Beispiel für den idealen Carnot-Prozess) folgern, dass keine Entropieänderung erfolgt:
{\displaystyle \Rightarrow \Delta S=\oint {\frac {\delta Q_{\mathrm {rev} }}{T}}=0}
Dagegen gilt für die Entropieänderung des Systems irreversibler Prozesse:
{\displaystyle dS_{\mathrm {irrev} }>dS_{\mathrm {rev} }}
Beispiele für irreversible Zustandsänderungen sind
- die Wärmeleitung bei endlichen Temperaturunterschieden
- die Durchmischung von Gasen oder Flüssigkeiten (Ausgleich von Partialdruckunterschieden)
- Drosselung (Umwandlung von Druck in Bewegung)
- Reibung (Umwandlung von Bewegung in Wärme).